# Rafael Garí Net
Rafael Garí Net (Buenos Aires, 16 de febrer de 1910 - Granollers, 5 de gener de 1999) fou un futbolista argentí de la dècada de 1930.

## Trajectòria
Nascut a Buenos Aires, fou un granollerí d'adopció. Fou jugador de l'EC Granollers des de l'any 1930 fins a 1938. Aquest darrer anys va jugar amb el FC Barcelona la Lliga Catalana, en la qual es proclamà campió. Jugà un partit amb la selecció de Catalunya el dia 29 de juliol de 1934 a la Creu Alta de Sabadell. L'any 1975 se li atorgà la nacionalitat espanyola per residència.

## Palmarès
- Lliga Catalana de Futbol:
  - 1937-38